# Centerville (Karolina Północna)
Centerville – miasto w Stanach Zjednoczonych, w stanie Karolina Północna, w hrabstwie Franklin.